# Josep Vicens i Mornau
Josep Vicens i Mornau (l'Escala, 24 d'abril del 1895 - Malgrat de Mar, 4 de febrer del 1987) va ser músic, compositor i director de coral. Eix d'una nissaga de músics: son pare Josep Vicens i Juli i son fill Josep Vicens i Busquets (1917-2010) eren ambdós compositors.
Rebé les primeres lliçons de música del seu pare; posteriorment, estudià a l'Acadèmia Granados de Barcelona. S'incorporà com a contrabaixista a la Principal de l'Escala quan son pare la fundà. Quan la cobla tocava en formació d'orquestra, la dirigia i hi tocava el violí. Durant una temporada va portar l'orfeó escalenc Els Atlants. El 1918 entrà com a contrabaixista a una cobla d'anomenada, La Principal de Peralada. El 1920, quan els Vicens es traslladaren a viure a Malgrat de Mar, agafà la direcció de la coral La Barretina. En el període 1930-1931 tingué una certa activitat política des de l'entitat malgratenca Acció Cultural. En el temps del Consell de l'Escola Nova Unificada (CENU) (1936-1939) participà activament com a mestre de música a petició del director del CENU de Malgrat, en Josep Planagumà i Bagué, amb el mètode de Jacques Dalcroze i Joan Llongueres, als qui conegué personalment.
Sardanes: Ai, amor!, Amnistia i llibertat (1932), Cant de maig, El cant del mariner, El cant dels forts, Caterineta, Dissabte de Glòria, La font d'en Gibert (1950), La font de l'Esquena, Ha vingut la primavera, Lluïsa (1925), Mare nòstrum (1949), Marta (1933), Nostàlgia, Primavera d'amor, Primera brotada, Recordant, La rondalla del pastor, Sant Pol de Mar (1951), Teresina, Teresó, Voldria que fossis petxina (1943).